# Provincia de Pésaro y Urbino
Pesaro y Urbino (en italiano: provincia di Pesaro e Urbino) es una provincia de la región de Marcas, en Italia. Su capital y ciudad más poblada es Pésaro. Limita con la República de San Marino y con el mar Adriático, así como con las provincias de Rímini, Forlì-Cesena (ambas en Emilia-Romaña), Arezzo (en Toscana), Perugia (en Umbría) y Ancona.
Tiene un área de 2892 km², y una población total de 351 216 habitantes (2001). Hay 60 comuni (municipios) en la provincia (fuente: ISTAT, véase este enlace).
Los principales municipios por población son (a día 31 de mayo de 2005):
| Municipio              | Población |
| ---------------------- | --------- |
| Pésaro                 | 95 153    |
| Fano                   | 64 342    |
| Urbino                 | 15 627    |
| Mondolfo               | 11 504    |
| Fossombrone            | 9687      |
| Cagli                  | 8975      |
| Fermignano             | 8155      |
| Sant'Angelo in Lizzola | 7709      |
| Cartoceto              | 7105      |
| Novafeltria            | 6978      |
| Pérgola                | 6828      |
| Urbania                | 6780      |
| Tavullia               | 6032      |
| Montelabbate           | 5917      |
| Saltara                | 5705      |
| Colbordolo             | 6236      |
| Gabicce Mare           | 5639      |